# Dominik Málek
Dominik Málek je nezávislý český hudebník a raper, fungující pod pseudonymem ASAP Jarda. V roce 2015 založil hudební uskupení Opak Dissu, společně s dalšími členy jako Don Chain, Blueraykoránthug, Young Lvíše, Aštar Čedar, YCMN, Dj Casablanka a Dj Venktovka. Proslavil se zejména díky hitům jako Korbelys Callin, Dirty Morava nebo Buran v Praze – hlavně díky vtipným textům s tematikou českého vesnického života, energickou flow a svěžím hudebním doprovodem žánru Trap. Mezi jeho důležité milníky patří i vystoupení v pražském klubu Roxy, při křtu desky Sick – grimového rapera Smack One v roce 2016.
Celá hudební kariéra začínala v jeho rodné vesnici Hradec nad Svitavou vedle města Svitavy, na kterou často odkazuje ve své tvorbě – ať už výrazem „Hradec“ nebo „Grandorf“. V současné době[kdy?] žije v Praze, společně s celým zbytkem Opak Dissu.
Společně s celou svojí kapelou byli nominováni v roce 2016 na cenu Vinyla v kategorii Počin roku a v roce 2017 na ceny Anděl s albem Opak Dissu Tape 2 v kategorii Electronica, společně s interprety jako Yzomandias nebo HRTL. Tento album doprovázel velmi virální hit s animovaným klipem – Fabia Trap, který vytvořili Mikuláš Suchý a Vojtěch Kočí.
V roce 2018 vydal svůj první sólo projekt s názvem Dirty Jarda Tape. Na něm je 12 tracků včetně hitu Udělej bordel, u kterého se o vtipný filmový videoklip postaral Honza Hušek alias Jeto Polák. O produkce na albu se postarali lidé jako Reseted Hoe, WZ, YAAKUB, LIL IAN, DAPHO, JointeL nebo VI3E. Tento projekt pak následovali kolegové Don Chain s albem DDD Tape a Blueraykoránthug s albem Thugger Tape. Všechny tři alba mají stejný grafický koncept, o který se postaral jejich dvorní grafik a zpěvák – DJ Venktovka. CD vyšlo i ve fyzické verzi.
V roce 2019 vychází další projekt, a to Lesejk Holyday EP. Na tomto albu je 7 tracků a všechny produkoval jeden producent Onibaba. Největší hit alba je pilotní single Psanec, na který rovněž dělal videoklip již zmiňovaný Honza Hušek, a také track Buranská krev, kde přizval na featuring rapera Icy Lensena z uskupení Dvojlitrboyzz.
Mezi nejúspěšnější hudební spolupráce Dominika Málka patří také track Stoptime, který vytvořil ve spolupráci se slovenským raperem Gleb a tanečními producenty Dryman & Soulcox. Také single z roku 2019 – Rap Game Marcus Revolta s kolegou Don Chainem, kde si dělají srandu z motivačních raperů a vznikl na něj i videoklip od Jana Frýby a Barbory Hudákové.